# Selecció de futbol de Sierra Leone
La Selecció de futbol de Sierra Leone és l'equip representatiu del país a les competicions oficials. Està dirigida per l'Associació de Futbol de Sierra Leone (en anglès, Sierra Leone Football Association (SLFA)), pertanyent a la CAF. També és associat a la Unió de Futbol de l'Àfrica Occidental.
El primer partit el disputà el 10 d'agost de 1949 contra la colònia britànica de Nigèria, amb derrota 2-0. La primera victòria fou contra Gàmbia el 1956 (1-0).

## Palmarès
- Copa Amilcar Cabral: 
  - 1993, 1995

## Competicions internacionals

### Participacions en la Copa del Món
- Des de 1930 a 1970 - No participà
- Des de 1974 a 1986 - No es classificà
- 1990 - No participà
- 1994 - Abandonà
- Des de 1998 a 2022 - No es classificà

### Participacions en la Copa d'Àfrica
- 1957 - Formava part del Regne Unit
- 1959 - Formava part del Regne Unit
- 1962 - No afiliada a la CAF
- 1963 - No afiliada a la CAF
- 1965 - No afiliada a la CAF
- 1968 - No participà
- 1970 - Abandonà
- 1972 - No participà
- 1974 - No es classificà
- 1976 - No participà
- 1978 - No es classificà
- 1980 - No participà
- 1982 - No es classificà
- 1984 - No es classificà
- 1986 - Abandonà
- 1988 - No es classificà
- 1990 - Abandonà
- 1992 - No es classificà
- 1994 - Primera fase
- 1996 - Primera fase
- 1998 - Abandonà
- 2000 - Desqualificada per la guerra civil
- 2002 - No es classificà
- 2004 - No es classificà
- 2006 - No es classificà
- 2008 - No es classificà
- 2010 - No es classificà
- 2012 - No es classificà
- 2013 - No es classificà
- 2015 - No es classificà
- 2017 - No es classificà
- 2019 - Desqualificada